# Erki szélerőmű
Az erki szélerőmű egy magyarországi szélerőmű a Heves vármegyei Erk településen, amely 2005. június 9-én kezdte meg az energiatermelést. Maximális teljesítménye 800 kilowatt. A község belterületétől pár száz méterre keletre helyezkedik el, a településen áthaladó 3205-ös útról egy számozatlan önkormányzati úton közelíthető meg.
A 74,5 méter magas, a 48 méter rotorátmérőjű berendezés megvalósítása mintegy 250 millió forintba került. Felállítását egy éven át tartó szélerősségmérés előzte meg; egyúttal olyan helyet is kellett találni, ahol van a termelt elektromos energia elszállítására alkalmas vezeték. A szélerőművet Németországban gyártott elemekből szerelték össze, és mintegy 1810 m²-es felületen képes befogni a szél energiáját. Az éves szinten hozzávetőleg 1,6 millió kilowattóra megtermelt energiamennyiség 750-800 család évi energiaszükségletét fedezi.

## Lásd még
- Magyarországi szélerőművek listája